# Слов'яно-іранські етноси України у період Раннього Середньовіччя (IV-X ст.ст.)
Слов'яно-іранські етноси України — етноси, що виникли в процесі активних взаємодій між різними слов'янськими та іранськими етнічними групами у Лісостеповій та Степовій зонах України у добу античності. Остаточне формування цих народів відбулося на теренах культурної спільноти, яка залишила по собі періферійноримську поліетнічну археологічну культуру черняхівського типу.

## Анти
Етнополітичне об'єднання з наразі невизначеною структурою, що існувало між 375 та 602 рр. у степовій та лісостеповій зонах, й остаточно сформувалося у складі «райху» Ерманаріха. З появою гунів у 370-х рр. анти вийшли з-під контролю готів, уклали спілку з гунами (на невизначених засадах). Після розвалу об'єднання гунів, анти виступали самостійно проти імперії, болгар-кутригурів, авар, та, з останньої чверті VI ст. як спільники імперії у боротьбі з Аварським каганатом та залежними від нього склавінами, й після аварської навали 602 р. більше не згадуються (виняток - у титулатурі Іраклія — Антський (612 р.)).

### Антив джерелах[1]
- Йордан. «Гетика», (247–248).
 укр. «[Вінітар Амал] рушив з військом до земель антів. Й коли підійшов до них, був переможений у першій сутичці, згодом повівшись завзято, короля їх Боза з синами й 70 шляхетними людьми розіп'яв, щоби тіла повішених подвоювали жах підкорених. Але після того, як він з такою свободою панував менш як протягом року, цього не припустив Баламбер, король хунів…»

- Прокопій Кесарійський.
«Історія війн»: I.V.27; IV.XIV.2,7,18,21-36; V.VII.3-6,21; IX.VII.5-6; XI.VIII.9.
 «Тайна історія»: XIII.XI.11; XIV.XVIII.20; XV.XXIII.6.

- Бар Гебрей.
укр. «[585] напав зі сходу гидкий з заплетеним волоссям народ авар. А з заходу — знов слов'яни та лангобарди. Вони прийшли в покору до хакана, царя хозар. Вони захопили у ромеїв два міста та багато фортець… Згодом вони [ромеї] підкупили народ антів, а ті напали на [землю] слов'ян, підкорили її та пограбували її. Слов'яни, почувши про це, спричинили велике спустошення у межах ромеїв.»

- Агатій Міринейський. «Історія», I–III. (Щодо антів у візантійському війську під час війни з персами).

- Менандр Протектор. ІІ, урив.6.
укр. «… Коли правителі антів були поставлені у несприятливі умови, й попри власні надії бідували, авари зразу ж почали нищити землю та грабувати країну. Й ось, під тиском ворожих навал, анти відправили до них посольство, обравши для цього Мезамера, сина Ідарізія, брата Келагаста, й пропонували викупити деяку кількість бранців з їх племені… той кутригур, що відданий був аварам, надумавши проти антів вороже, після того, як Мезамер промовляв гонористіше, ніж має говорити посол, сказав хакану наступне: „Цей чоловік має великий вплив серед антів, й може протидіяти будь-яким ворогам, тому маємо вбити його, й після напасти на ворожу землю“. Послухавшись його, авари, нехтуючи повагою до послів, й не рахуючись зі справедливістю, вбивають Мезамера. З того часу, ще більше почали вони нищити землю антів, не полишаючи полонити людей, грабуючи та спустошуючи.»

- «Про військове мистецтво». Розділ «Про засідки».

- Маврикій. «Стратегікон», IX.3; XI.4; XII.B.20.

- Феофілакт Сімокатта. (X.VIII.5) (стосовно подій 602 р.)
 укр. « Зі свого боку, хакан, знаючи про напад ромеїв, відправив Апсиха з військом щоби знищити плем'я антів, яке було спільником ромеїв.»

### Антив міфах
Можливо деякі фрагменти «Слово о полку Ігореві» можна інтерпретувати як відлуння певних подій історії антів: початок «віків» Трояна — формування антського об'єднання, «часи» Бусові — відображення анто-остготської війни 376—377 рр., а саме:
- «были вЂчи Трояни»
- «на седьмомъ вЂцЂ Трояни»
- «Сè бо гóтскія крáсныя дЂ́вы въспЂ́ша на брéзЂ си́нему мóрю: звóня рýскымъ злáтомъ, пою́тъ врéмя Бýсово…»[2]

## Білі Хорвати[3]
Племена, що мешкали по схилах Карпат від Буковини на сході до верхів'їв річок Ельба та Нейсе на заході, й частина яких між 625–628 рр. мігрувала до Далмації.
У IX ст. Прикарпатські білі хорвати були спільниками чи в певній залежності від Руського Каганату (враховуючи фальсифікації літописів, з перенесеннями на часи Хелге подій, що відбувалися раніше, за кагана Оскольда). Відомо, що угри, проходячи Карпатами, на певний час затрималися у Галичі, а перейшовши Верецький перевал почали грабувати й нищити городки закарпатських хорватів. Був захоплений Паланок (Мукачеве), що належав невизначеному поставарському об'єднанню, очолюваному нащадком Кеана (? Хана) володарем Саланом, та яке було у певній залежності від Болгарії (новоприбулі мадяри компенсували йому спричинені збитки), було захоплено й знищено Ужгород, біля якого було вбито дуклю (dux) Ужгорода Лаборця (Gesta Hungarorum). Можливо, що частина хорватського Закарпаття (Ужгород, Земплін) було підвладне Великоморавії, та очолювалося чи представником місцевого боярства чи присланим очильником. Можливо у Закарпатті хорвати поділялися на чотири адміністративні (територіальні, племені) одиниці — жупи (Земплінська, Ужанська, Угочанська, Бережанська). Такий адміністративний розподіл, можливо, залишився й до повного захоплення Закарпаття мадярами у 1030-х рр.

У 993 р. Білі Хорвати остаточно ввійшли до складу Русі.

### Білі Хорватив джерелах
- Аль-Масуді (рос.) «Літописи часу»
укр. 34. … Далі йде плем'я, що зветься Марава; далі плем'я, що зветься Харватін…

- Альфред Великий (рос.) Орозій короля Альфреда
укр. На північ від хоротів (12) лежить земля Мегда (13), а на північ від землі Мегда знаходяться серменди (14) й до самих Риффейських гір.

- Празький привілей 1086 р.[4]
укр. Далі до півночі такі є кордони: Пшовани (Pssouane), Хорвати та інші Хорвати (Chrouati et altera Chrowati) Зласани (Zlasane), Требовани (Trebouane), Поборани (Poborane), Дедолізи (Dedolize), аж до серединного лісу, де біжить границя Мільчан (Milcianorum). Звідси до сходу такі має ріки граничні Буг іменується i Стір … разом з гродом Краковія i краєм, котрий має назву Ваг i з усіма територіями, котрі належать до згаданого граду, котрий є Краковія. Звідси, додавши границі угорські, розширено посувається аж до гір, котрих назва є Тріті…

- Костянтин Порфірогенет. (рос.) «Щодо керування імперією».
укр. 
30. Розповідь про фему Далмація.
Хорвати мешкали у ті часи за Багіварією, де наразі мешкають білохорвати. Один з родів, відокремившись від них, а саме п'ять братів: Клука, Ловел, Косендцис, Мухло й Хорват та дві сестри, Туга й Вуга, — разом з їхнім народом прийшли в Далмацію і виявили, що авари заволоділи цією землею. Тому кілька років вони воювали одне з одним — і перемогли хорвати; одних аварів вони вбили, інших примусили підкоритися. З того часу ця країна підвладна хорватам. У Хорватії й наразі є залишки аварів, яких й вважають аварами. Інші ж хорвати залишилися у Франгії й віднедавна звуться білохорватами, тобто «білими хорватами» та мають власного архонта.
31. Щодо хорватів та країни, у якій вони мешкають наразі.
Велика Хорватія, звана «Білою», залишається неохрещеною й наразі, як і сусідні з нею серби. Вона виставляє ще менше кінноти, як і пішого війська, порівняно з охрещеною Хорватією, тому є більш досяжною для грабунку й франків, й турків, й пачінакитів. Вона не має ані довгих човнів, ані кондур, ані торговельних кораблів, бо лежить вдалині від моря, — шлях від тамтешніх місць до моря займає 30 днів. А море, якого вони досягають за 30 днів, зветься «Чорним».

- Віцентій Кадлубек (рос.) CHRONICA POLONORUM, II, 12.
укр. (Болеслав) підкорив своїй владі гунів чи мадяр, хорватів та дужий народ мардів.

- Літопис Руський 
Окрім загального переліку з констатацією належності хорватів до слов'ян та сумнівної згадки хорватів у поході Хелге на Царгород у 907 р. (якого ніколи не було), хорвати згадуються у подіях 993 р., а саме:
У РІК 6501 [993]. Пішов Володимир на Хорватів. А коли вернувся він із війни хорватської, то тут печеніги прийшли по тій стороні [Дніпра] од Сули.

- (рос.) Gesta Hungarorum
укр. 
12. Як вони увійшли до Паннонії
Тоді сім очильників, званих «Хетумогер», та сім вождів куман, імена яких названо вище, з родичами та холопами, за поради та за допомоги рутенів Галича вийшли в землю Паннонії. Пройшовши таким чином крізь ліс Ховош, вони підійшли до Хунга. Й прийшовши туди, назвали місце яке зайняли першим, Мункач (Мункаш)… А слов'яни, мешканці того краю… хоча були вони людьми вождя Салана… розповідали, що після смерті царя Аттіли великий Кеан, пращур володаря Салана — володар, що прийшов з Болгарії за порадою і за допомоги грецького імператора і — зайняв цю землю… панує над ними… й яка його влада в суміжних місцях.
13. Про замок Хунг.
Тоді очильник Алмош та його сановники… поскакали до замку Хунг, щоб взяти його. І доки вони розбивали табір біля його мурів, ішпан цього замку на ім'я Лаборц, званий «дука» їхньою мовою, вирішив втікти до замку Земплін. Воїни … схопили його біля однієї річки і на цьому ж місці повісили. З того часу річку цю по його імені звуть Лаборц… Опісля очильник Алмош… зробив очильником та володорем сина свого Арпада…
14. Про очильника Арпада.
У рік 903 очильник Арпад, послав свої війська, зайняв усю землю з усіма її мешканцями, розташовану між Тисою та Бодрогом до Угочі. Він обложив замок Боршову, на третій день взяв його з боєм, зруйнував мури і наказав відвести захоплених там воїнів вождя Салана, закувавши їх в залізо, до замку Хунг… коли вождь Салан почув про те, що сталося… він зажадав, щоб вони відшкодували всі завдані збитки і щоб не сміли переправлятися за Бодрог, бо він сам виступить за підтримки греків та болгар й помститься за заподіяне ними зло… Опісля очильник Арпад мав раду та також направив своїх послів до очильника Салана…
16. Про гору Тарцаль.
… третього дня застали вождя Салана в замку Альпар (Ольпар) біля Тиси… вождь Салан… поступився землею до річки Шайо з усіма її мешканцями…

### МіфологіяБілих Хорватів
- «Як виникли Карпати».[5]

Сюжет цієї казки можливо є відлунням давнього карпатського міфу: герой-епонім Карпо (Крак?, Хорив?) повторює сакральну дію свого небесного пращура — перемагає хтонічну істоту (велетня Силуна), загнавши його під землю. Час від часу останній робить спроби вийти на поверхню, що пояснює й виникнення самих гір, й різні сейсмічні явища. Якщо спираючись на цей міфологічний сюжет припустити ланцюжок Хорс-Хорив-хорвати, то вимагатиме перегляду й відомий  міф про трьох київських братів, який в такому разі має вигляд міфологічного відображення утворення держави Русь під приводом нащадків Кия.

## Сіверяни
Розташовані на північному сході ареалу слов'яно-іранських взаємодій, сіверяни (безумовно північні, що характерно окреслює сам ареал), мало відомі у європейській чи імперській історіографії. З руських літописів відомо, що вони тривалий час, можливо від утворення каганату хозар й до 830 рр., були у залежності від Ітиля, й ввійшли до складу Русі не раніше, ніж Причорномор'я залишила болгарська орда. Ймовірно, що після вбивства Оскольда-Миколи у період між 882 та 960 рр. знов потрапили у залежність від каганату. Остаточно були приєднані до Русі каганом Святославом.

### Сіверянив міфах
- «Як Десна та Дніпро змагалися».[6]

Можливо сюжет казки — відображення певних протистоянь між сіверянами та подніпровськими племенами (Русь?), які закінчилися на користь останньої. Заслуговує на увагу тотем Десни — орел, який відповідає гербові Чернігова (чорний останнього — безумовно констатація західності Чернігова у спілці Сіверяни). Ймовірно орел — взагалі тотем Сіверян.

## Уличі

### Уличіу письмових джерелах
- Костянтин Порфірогенет. (рос.) «Щодо керування імперією», 37.

укр. … фема Йавдіертим сусідня підвладним країні Рось місцевостям, з ультінами…
- Літопис Руський

укр. … уличі [й] тиверці сиділи по [другому] Бугу і по Дніпру; сиділи вони також поблизу Дунаю. І було множество їх, бо сиділи вони по Бугові й по Дніпру аж до моря, і єсть городи їх і до сьогодні.

У РІК 6393 [885]. … Олег … з уличами й тиверцями мав рать.
- Новгородський І літопис молодшого зводу

укр. … Асколд … Дир; й княжили у Київі, й володіли Полями; й мали раті з Древлянами та з Уличами.
… Ігор же у Київі княжив, й воював з Деревлянами та Углічами. Й був у нього воєвода на ім'я Свінелд; й примучив Угличів, обіклавши їх даниною, й віддав Свіньделду. Й не скорився один город, назвою Пересічен; й сиділи коло нього три літа, та ледве взяли. Й сиділи Углиці Дніпром вниз, та по цьому перейшли межи Буг та Дністро, й оселилися там.

У РІК 6448 [940]. У рік цей противилися Уличі данині Ігорю, й Пересічен взято було. У цей же рік дасть данину з них Свінделду.
- Баварський географ IX в.

укр. Унлиці — численний народ, 418 міст. (лат. Unlizi populus multus civitates CCCCXVIII.)

## Гіпотетично слов'яно-іранські етноси

### Волиняни
Вернадський.